# Agnethe Davidsen
Agnethe Davidsen (* 29. August 1947 in Nuuk; † 25. November 2007 ebenda) war eine grönländische Politikerin (Siumut) und Richterin.

## Leben

### Frühe Jahre
Agnethe Davidsen war die Tochter des dänischen Bauarbeiters Willy Otto Wael (1928–1998) und der Grönländerin Agate Agnes Bodil Marie Lund (1923–2007). Über ihre Mutter war sie eine Nichte des Eskimologen Miilu Lars Lund (1929–2015). Eine Tante war zudem die zweite Frau von Augo Lynge (1899–1959). Der Künstler Kristian Olsen (1942–2015) war ihr Cousin.
Agnethe Davidsen wuchs bei ihren Großeltern in Nuuk in einem strengen Zuhause auf. Ihr Großvater starb, als sie knapp fünf Jahre alt war, woraufhin ihre Großmutter sie alleine aufzog. In den Schulferien arbeitete sie in einem Kindergarten, und es war ihr größter Wunsch, später selbst Kindergärtnerin zu werden. Allerdings gab es damals in Grönland noch keine Ausbildung für Kindergärtnerinnen, und als sie zu diesem Zweck nach Dänemark wollte, lernte sie vorher ihren künftigen Mann Aqqaluartaa Davidsen (* 1941), Sohn des Jägers Karl Justus Mads Davidsen (1906–?) und seiner Frau Amalia Sofia Frederikke Rasmussen (1909–?), kennen, den sie am 30. Mai 1966 im Alter von 18 Jahren heiratete. Zusammen bekamen sie die Kinder Søren (* 1965) und Heidi (* 1967). Auch wegen ihres Sohnes änderte sie ihren Berufswunsch und absolvierte deswegen 1970 eine neunmonatige Handelsausbildung in Ikast. Nach ihrem Examen erhielt sie eine Stelle an Grønlands Landsret, bevor sie 1979 Kreisrichterin in Nuuk wurde. Dadurch gewann sie einen tiefen Einblick in das soziale Leben der Stadt.

### Politikkarriere
Sie kandidierte bei der Parlamentswahl 1983 als Stellvertreterin von Hans Pavia Rosing, der gewählt wurde. Im selben Jahr wurde sie zur Sozialministerin im Kabinett Motzfeldt II ernannt. Damit war sie die erste Frau, die ein grönländisches Ministerium leitete. Die Regierung hielt jedoch nur ein Jahr. Bei der Wahl 1984 trat sie selbst an, wurde aber nicht gewählt.
1989 wurde sie in den Rat der Gemeinde Nuuk gewählt und war bis 1991 Zweite Stellvertretende Bürgermeisterin. Von 1991 bis 1993 war sie Erste Stellvertretende Bürgermeisterin. Nebenher arbeitete sie seit 1989 wieder als Kreisrichterin. Nach der Kommunalwahl 1993 wurde sie zur Bürgermeisterin ernannt und gab ihr Richteramt ab. 1995 wurde sie zudem ins Inatsisartut gewählt, gab ihren Sitz aber nach der Kommunalwahl 1997 ab, um sich auf die Lokalpolitik konzentrieren zu können. Für ihre Arbeit als Bürgermeisterin wurde sie 1997 zur Ritterin des Dannebrogordens ernannt. Am 23. Juni 2004 erhielt sie zudem den Nersornaat in Silber. Zuletzt wurde Agnethe Davidsen im April 2005 mit einem Rekordergebnis als Bürgermeisterin von Nuuk wiedergewählt. Zudem wurde sie im selben Jahr erneut ins Inatsisartut gewählt.
Im Oktober 2007 wurde ihr Mann wegen Kindesmissbrauchs verurteilt. Agnethe Davidsen reichte daraufhin die Scheidung ein. Nur wenige Wochen später wurde sie am 24. November 2007 mit starken Kopfschmerzen ins Landeskrankenhaus in Nuuk eingeliefert und starb am nächsten Tag an den Folgen einer Hirnblutung, wie schon ihr Großvater.